# Giurgiu
Pour les articles homonymes, voir Giurgiu (homonymie).
Giurgiu ou San Giorgio (en bulgare Гюргево (Giurgevo)) est une ville du sud de la Roumanie et le chef-lieu du județ de Giurgiu, appelé autrefois Vlașca. Sa population s'élevait à 61 353 habitants en 2011.
Giurgiu est bâtie sur la rive gauche du Danube, face à la ville bulgare de Roussé. Les deux villes sont reliées depuis 1954 par un pont routier et ferroviaire, qui est aussi le principal point de passage entre les deux pays.

## Géographie
Giurgiu est située en Valachie, dans un milieu humide du lit majeur du Danube, sur la rive gauche, à la frontière bulgare. Trois petites îles lui font face dont la plus grande, Smârda, fait partie de son port.

## Histoire

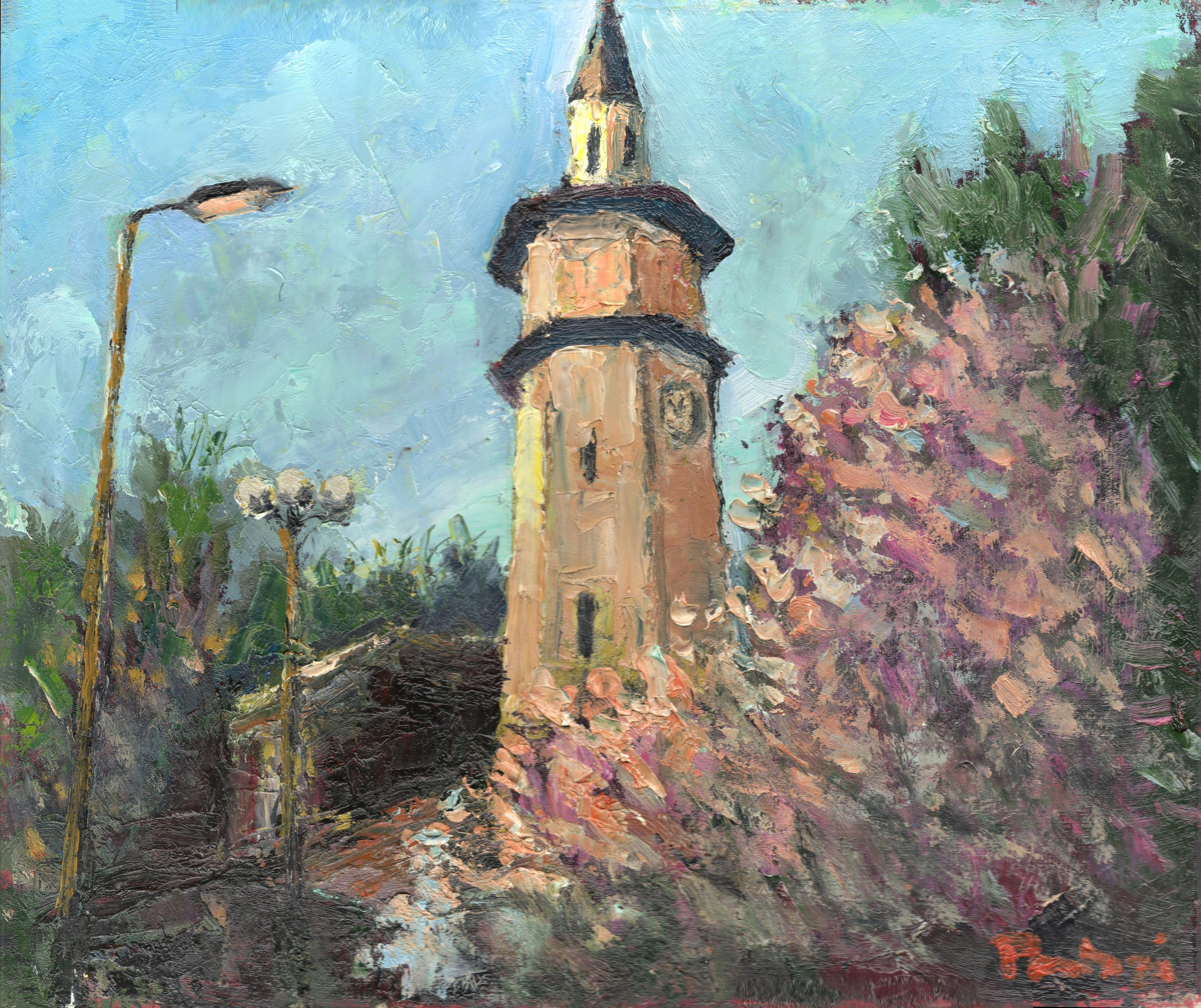
Tour de l'horloge de Giurgiu, peinture de Valeriu Pantazi.

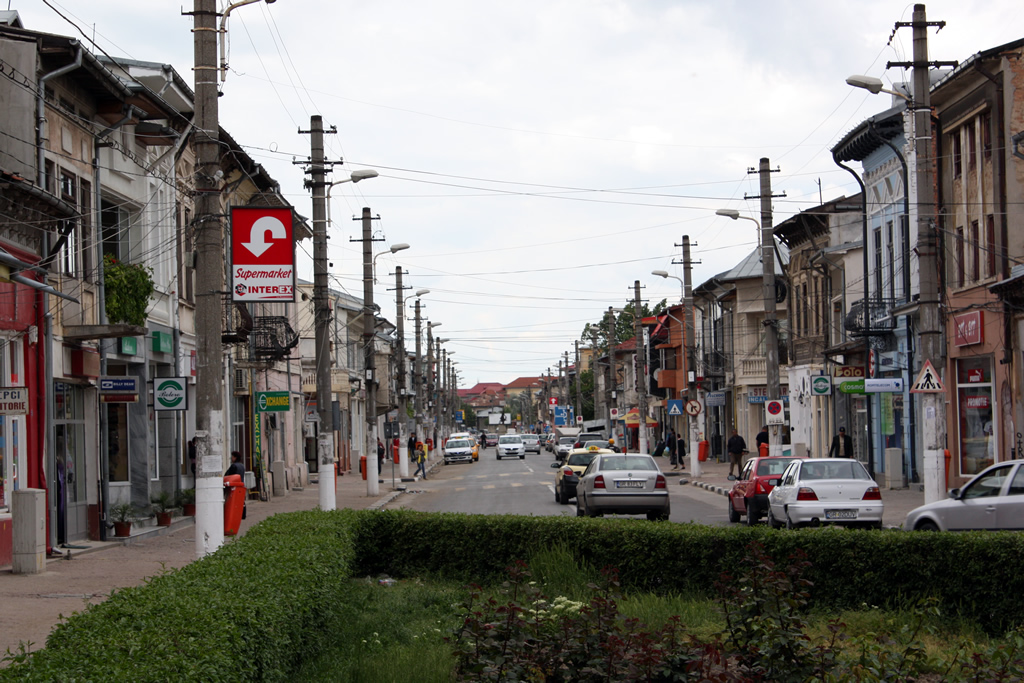
Centre-ville de Giurgiu.

La région autour de Giurgiu était densément peuplée à l'époque des Daces (Thraces septentrionaux du Ier siècle avant notre ère, décrits par Hérodote) comme le preuve l'archéologie, et même leur roi Burebista y a eu une résidence (on pense que c'était à Popești sur la rivière Argeș).
À l'époque de l'empereur romain Justinien (483-565) c'était l'emplacement de Théodorapolis, ville et port fortifié face à celle de Prista sur la rive droite. Lorsque les Bulgares remplacèrent les Romains, au VIIe siècle, Théodorapolis tomba en ruine et Prista prit le nom de Roussé.
Selon le Codex latinus parisinus (1395) la ville actuelle de San-Giorgio fut fondée au XIVe siècle, pendant le règne de Mircea Ier de Valachie, comme port sur le Danube, par des marchands génois entreprenants, qui y ont établi une banque et pratiqué le commerce des soies et des velours. Ils baptisèrent la ville du nom du saint patron de Gênes, San Giorgio (saint Georges), appellation qui a donné Giurgiu en roumain et Djurdjevo en bulgare.
Ville fortifiée et port, Giurgiu fut souvent impliquée dans les guerres pour la conquête du Bas-Danube. Elle fut prise une première fois en 1420 par le sultan turc Mehmed Ier au voïvode valaque Michel Ier et changea plusieurs fois de mains avant de devenir une raya en 1536, permettant ainsi aux Ottomans de contrôler à la fois la navigation sur le Danube et sa traversée entre la principauté de Valachie et leurs provinces balkaniques. La ville fut incendiée en 1659.
Durant les luttes menées par Michel Ier le Brave de Valachie (régnant de 1593 à 1601) contre les Turcs et plus tard, pendant les guerres russo-turques, Giurgiu continua à être un enjeu stratégique et subit plusieurs sièges. En 1829, au traité d'Andrinople, la ville est rendue à la principauté de Valachie à l'issue d'une nouvelle guerre russo-turque, et ses fortifications sont rasées, lui laissant pour seule défense un donjon sur l'île de Slobozia, réuni à la côte par un pont.
En 1850, le journaliste français Adolphe Joanne écrit à propos de la ville : Giurgewo était une forteresse turque avant que le traité de 1829 n'en eût fait une forteresse valaque ; mais, en l'abandonnant, ses anciens possesseurs en détruisirent les murailles ; c'est aujourd'hui un mélange informe de ruines et de constructions nouvelles. Quelques maisons modernes et une église dédiée à saint Pierre donnent au quartier voisin du Danube un air européen. Plus loin, une haute tour s'élève au milieu d'une place circulaire entourée de boutiques, de cafés et d'hôtelleries, où le voyageur ne trouve d'autre souper qu'un sorbet, d'autre lit qu'un billard. Les habitants – on en compte 18,000 – ne paraissent occupés qu'à fumer le chibouque (en), étendus tout le jour sur de petits tapis. Les femmes fument aussi toute la journée, mais du moins elles filent de temps en temps leur quenouille. Les chiens seuls se montrent doués d'une certaine activité ; ils parcourent constamment les rues à la recherche d'un repas quelconque.
Le 7 juillet 1854 a lieu la bataille de Giurgiu entre les troupes russes et turques durant la Guerre de Crimée.
En 1869, Giurgiu et Bucarest furent les deux premières villes roumaines à être reliées par un chemin de fer, construit par les Britanniques pour exporter les céréales de la plaine valaque par le Danube et la mer Noire. Le port et la ville se développèrent. Giurgiu fut bombardée par l'armée allemande postée en Bulgarie pendant la Première Guerre mondiale. Elle fut reconstruite dans les années 1920. Comme toute la Roumanie, Giurgiu a subi les régimes dictatoriaux carliste, fasciste et communiste de février 1938 à décembre 1989, mais connaît à nouveau la démocratie depuis 1990.
Depuis les années 1950, le Pont de l'Amitié la relie à la ville bulgare de Roussé, sur l'autre rive du Danube. De 1990 à 2007, l'accroissement du trafic, consécutif au retour de la démocratie en Roumanie et Bulgarie, se traduisit par un engorgement de plus en plus étouffant du pont et de la ville, avec des camions de toutes nationalités attendant parfois durant des semaines. Depuis 2007, avec l'entrée des deux pays dans l'Union européenne et l'ouverture de la frontière, la situation s'est beaucoup améliorée.

## Démographie
Lors du recensement de 2011, 83,86 % de la population se déclarent roumains et 4,49 % comme roms (11,42 % ne déclarent pas d'appartenance ethnique et 0,21 % déclarent appartenir à une autre ethnie).
En 2011, la population de la ville est à 86,58 % orthodoxe, alors que pour 11,52 % de la population, l'appartenance religieuse n'est pas connue et que 1,88 % appartiennent à une autre religion.

## Politique
| Parti | Parti                                      | Sièges |
| ----- | ------------------------------------------ | ------ |
|       | Parti social-démocrate (PSD)               | 11     |
|       | Parti national libéral (PNL)               | 7      |
|       | Alliance des libéraux et démocrates (ALDE) | 3      |

## Jumelage
- Dunaújváros (Hongrie)
- İnegöl (Turquie)
- Izmaïl (Ukraine)
- L'Alcúdia (Espagne)
- Peristéri (Grèce)
- Roussé (Bulgarie)
- Veliko Tarnovo (Bulgarie)